# (5834) 1992 SZ14
(5834) 1992 SZ14 (1992 SZ14, 1972 RM3, 1976 JU8, 1987 SV20, 1991 JG3) — астероїд головного поясу, відкритий 28 вересня 1992 року.
Тіссеранів параметр щодо Юпітера — 3,259.